# コ・ス
コ・ス（朝: 고수、1978年10月4日 - ）は、韓国の俳優。忠清南道 論山郡（現:論山市）出身。BHエンターテインメント所属。

## 主な出演

### テレビドラマ
- 母よ姉よ（朝鮮語版）（2001年、MBC） - チャン・ギョンビン 役
- ピアノ（2001年、SBS） - ハン・ジェス 役
- 純粋の時代（朝鮮語版）（2002年、SBS） - 主演：イ・テソク 役
- 窈窕淑女（2003年、SBS） - シン・ヨンホ 役
- 男が愛するとき（朝鮮語版）（2004年、SBS） - 主演：ジフン 役
- グリーンローズ（2005年、SBS） - 主演：イ・ジョンヒョン／チャン・ジュンウォン 役
- 百万長者と結婚する方法 (韓国ドラマ)（朝鮮語版）（2005年、SBS） - キム・ヨンフン 役
- クリスマスに雪は降るの?（2009年、SBS） - 主演：チャ・ガンジン 役
- 黄金の帝国（朝鮮語版）（2013年、MBC） - チャン・テジュ 役
- オクニョ 運命の女（2016年、MBC） - ユン・テウォン 役[4]
- 胸部外科 (韓国ドラマ)（朝鮮語版）（2018年、SBS） - 主演：パク・テス 役[5]
- コッパダン 〜恋する仲人〜（2019年、JTBC） - 王子 役 ※第1話のみ特別出演
- マネーゲーム（2020年、tvN） - 主演：チェ・イホン 役[6]
- ミッシング～彼らがいた～（2020年、OCN） - キム・ウク役
- ミッシング～彼らがいた～2（2022年、tvN） - キム・ウク役[7]

### 映画
- サム SOME（朝鮮語版）（2004年） - 主演：カン・ソンジュ 役
- 白夜行 -白い闇の中を歩く-（2009年） - 主演：キム・ヨハン 役
- 超能力者 (2010年の映画)（朝鮮語版）（2010年） - 主演：イム・ギュナム 役
- 高地戦（2011年） - キム・スヒョク中尉 役
- ファイヤー・ブラスト 恋に落ちた消防士（朝鮮語版）（2012年） - 主演：チョン・ガンイル 役
- マルティニークからの祈り（2013年） - キム・ジョンベ 役
- 尚衣院 -サンイウォン-（朝鮮語版）（2014年） - イ・ゴンジン 役
- あの人に逢えるまで（2014年） - キム・ミヌ 役
- 妙香山館（2014年） - 南韓画家 役　※短編
- ラスト・プリンセス 大韓帝国最後の皇女（2016年） - イ・ウ王子 役　※特別出演[8]
- ルシッドドリーム/明晰夢（朝鮮語版）（2017年） - 主演：チェ・テホ 役[9]
- 復讐のトリック（朝鮮語版）（2017年） - 主演：イ・ソクジン／チェ・スンマン 役
- 天命の城（朝鮮語版）（2017年） - ソ・ナルセ 役[10]

### 舞台
- 帰ってきたオム社長（2008年）

## 受賞歴
- 2000年 MBC演技大賞 新人賞
- 2001年 SBS演技大賞 ニュースター賞
- 2002年 SBS演技大賞 優秀演技賞
- 2003年 モデルライン 第20回 コリア・ベストドレッサー 最高人気賞
- 2005年 SBS演技大賞 10大スター賞
- 2005年 SBS演技大賞 特別企画部門 演技賞
- 2005年 第42回 大鐘賞映画祭 新人男子賞
- 2010年 第14回 富川国際ファンタスティック映画祭
- 2011年 第4回 スタイル・アイコン・アワード 本賞
- 2011年 第32回 青龍映画賞 人気スター賞